# Petzelt József
Petzelt József (Wachau, Ausztria, 1805 körül – Szentendre, 1850. augusztus 12.) honvéd alezredes, hadmérnök, egyetemi tanár.

## Életrajz
Ausztriában született, de már ötévesen Székesfehérváron nevelkedett. 1823-tól 1841-ig katona volt a tüzérségnél. Az olmützi hadapródiskola tanára volt, gyalogsági főhadnagy. Közben filozófiát is tanult.
1825-ben okleveles mérnök lett, majd öt év múlva doktorrá avatta a Magyar Királyi Tudományegyetem. Ezután Varasd vármegye táblabírájának választották meg. Könyvet írt a hadi-zsilipekről.
1841-ben az uralkodó kinevezte a pesti Mérnöki Intézet gyakorlati mértan, földmérés és vízépítészet tanárává, ahol Petzelt megújította a képzést: gyakorlati oktatást szervezett. A terepmunkát, térképkészítést, víz- és földmérési munkákat gyakoroltatta a diákjaival. Egyetemi előadásait tanítványai lejegyzetelték és nyomtatásban is kiadták.
1848 júniusában belépett a nemzetőrségbe, tiszti rendfokozatot kapott, ő lett a tüzérség parancsnoka. Kiválóan megszervezte az első Magyar Hadi Főtanodát és elvállalta vezetését. Hatalmas érdemeket szerzett a szabadságharc alatt a katonai oktatás megszervezésében. A harcok leverése után Szentendrére költözött, felfüggesztették és a fizetését is elvették, megpróbált földmérésből megélni.
1850. augusztusában megbetegedett és ideglázban elhunyt, a városban temették el, ma a szentendrei új köztemetőben nyugszik (5-2-15 díszsírhely).

## Emlékezete
Mint az első magyar mérnökképzés tudósát, tanárát, professzorát, a térképészet, földmérés nagyját, a szabadságharc szervezőjét tartja számon az utókor.
1977-ben a szentendrei Kossuth Lajos Katonai Főiskola síremléket emeltetett a helyi köztemetőben a következő felírattal: „Petzelt József honv. alezredes 1805 -1850 Az 1848-ban alapított Hadi Főtanoda igazgatója Emeltette a KLKF 1977-ben”. 1988-tól nevét felvette egy szentendrei szakközép- és szakiskola.

## Művei
- Project zu Schleussen-Thoeren für Kriegsschleussen (Olmütz 1835)
- Das kleine katadioptrische Kathetometer (Pest 1845, magyarra fordította Stoczek József)
- A m. kir. tudományok egyetemi mérnöki intézeténél tartott előadássai a gyakorlati mértanból (Geodaesia, 2. rész, uo. 1847)
- A magyar hadi főtanoda szerkezete (Mészáros Lázár hadügyminiszter megbizásából, uo. 1849, németül is megjelent)[1][3]